# Federazione Giovanile Comunisti Italiani
La Federazione Giovanile Comunisti Italiani (FGCI), in continuità con la Federazione Giovanile Comunista Italiana, è stata l'organizzazione giovanile del disciolto Partito dei Comunisti Italiani de facto dal 1999 al 2015, de iure dal 2004 al 2015, anno in cui ha cessato la propria attività partecipando alla costituzione della Federazione Giovanile Comunista d'Italia, organizzazione giovanile del Partito Comunista d'Italia (2014), anch'essa successivamente scioltasi nel 2016 per dare vita alla Federazione Giovanile Comunista Italiana, organizzazione giovanile del nuovo Partito Comunista Italiano (2016). La FGCI comprendeva i tesserati al PdCI di età compresa tra i 14 e i 30 anni, i quali erano automaticamente membri di essa. L'organizzazione faceva riferimento al marxismo e agli sviluppi della sua cultura. Poneva al centro del suo agire politico gli insegnamenti della Resistenza Italiana, i temi della pace, dei diritti, dell'ambiente, del lavoro e dell'istruzione.

## Storia
La Federazione Giovanile Comunisti Italiani, anche se già presente e organizzata in varie realtà locali su tutto il territorio nazionale fin dal 31 luglio 1999, si è costituita ufficialmente durante la sua prima conferenza nazionale, svoltasi l'11 e il 12 dicembre 2004 a Fiuggi, dove venne eletto coordinatore nazionale Francesco Francescaglia, in sostituzione di Alessandro Pignatiello, un coordinamento nazionale e un direttivo nazionale. Nel luglio 2001 ha partecipato alla contestazione del summit genovese del G8 all'interno del Genoa Social Forum. Nel corso del 2006 la federazione ha visto aumentare i propri iscritti fino a raggiungere all'incirca 6000 tesserati, con una presenza consolidata nella quasi totalità del territorio nazionale.
Alla conferenza nazionale del 2007, Francesco Francescaglia abbandona la sua carica per passare dai "giovani" agli "adulti" (diventando segretario della federazione di Milano e assumendo successivamente l'incarico di responsabile nazionale esteri), e viene eletto come nuovo coordinatore nazionale Riccardo Messina.
La terza conferenza, svolta nel 2009, vede come tema principale la proposta di creare un'unica organizzazione giovanile comunista insieme ai Giovani Comunisti del PRC. Riccardo Messina lascia la carica di coordinatore nazionale per assumere l'incarico di vice-responsabile nazionale agli enti locali, al suo posto viene eletto Flavio Arzarello, già responsabile organizzazione. La conferenza ha inoltre eletto un coordinamento nazionale di 38 membri (precedentemente chiamato direttivo nazionale con 63 membri), e un esecutivo nazionale a 11 membri (in precedenza noto come coordinamento nazionale). A seguito della sconfitta de La Sinistra l'Arcobaleno a cui il PdCI partecipò la FGCI perse molti iscritti e quadri, iniziando una parabola discendente nelle attività dell'organizzazione. 
Nel 2012 si è svolta la prima Assemblea Organizzativa Nazionale, con lo scopo di segnare il punto sulla riorganizzazione della FGCI e mettere l'accento su una serie di priorità politiche su cui intensificare l'iniziativa. L'Assemblea nazionale, alla quale è intervenuta il Segretario Nazionale del PdCI Oliviero Diliberto ed anche il Sindaco di Napoli, Luigi De Magistris, a capo di una amministrazione con una maggioranza interamente di sinistra, e protagonista della rinascita napoletana, conferma come coordinatore Flavio Arzarello, e decide un nuovo assetto per il gruppo dirigente nazionale, composto ora da una segreteria di 9 elementi, un esecutivo nazionale a 17 e un coordinamento nazionale con 36 membri. .
Il 17 luglio 2013 7 membri della segreteria su 9, assieme ad alcuni membri dell'esecutivo, tra i quali il coordinatore nazionale e il portavoce dell'esecutivo, si sono dimessi dagli incarichi, in dissenso con le premesse dell'imminente congresso straordinario del PdCI. (Flavio Arzarello successivamente è transitato in Sinistra Ecologia Libertà per poi fuoriuscire insieme al gruppo di Gennaro Migliore per confluire nel PD.)  Tuttavia non tutti i firmatari della lettera escono dal partito e dalla FGCI. Nella risoluzione i dimissionari, che si richiamano al "patrimonio politico e culturale del '98", si impegnano "a non disperdere il patrimonio costruito in questi anni, in termini di elaborazione e di aggregazione ideale e politica di compagne e compagni, valutando le forme più appropriate ed innovative di organizzazione in una sinistra che vogliamo contribuire a ricostruire."
I quadri della giovanile rimasti in carica convocano un "incontro aperto a tutti gli iscritti" per il rilancio dell'organizzazione, durante il VII congresso straordinario del PdCI, programmato a Chianciano dal 19 al 21 luglio, dove però il segretario uscente Oliviero Diliberto propone lo scioglimento della FGCI da discutere nelle future convocazioni del Comitato Centrale.
La discussione successiva non porta alla decisione di sciogliere la struttura. La giovanile comincia quindi un cammino di riorganizzazione, ripartendo dai territori. Alla Conferenza Nazionale di Organizzazione del PdCI di Pianoro del 27-28 settembre 2014 viene confermata la prosecuzione della FGCI. La Federazione Giovanile Comunisti Italiani, privata di molti membri e dirigenti transitati verso altri partiti, segue gli stessi destini del proprio Partito, confluendo nella Federazione Giovanile Comunista d'Italia. 

## Scuola e Università

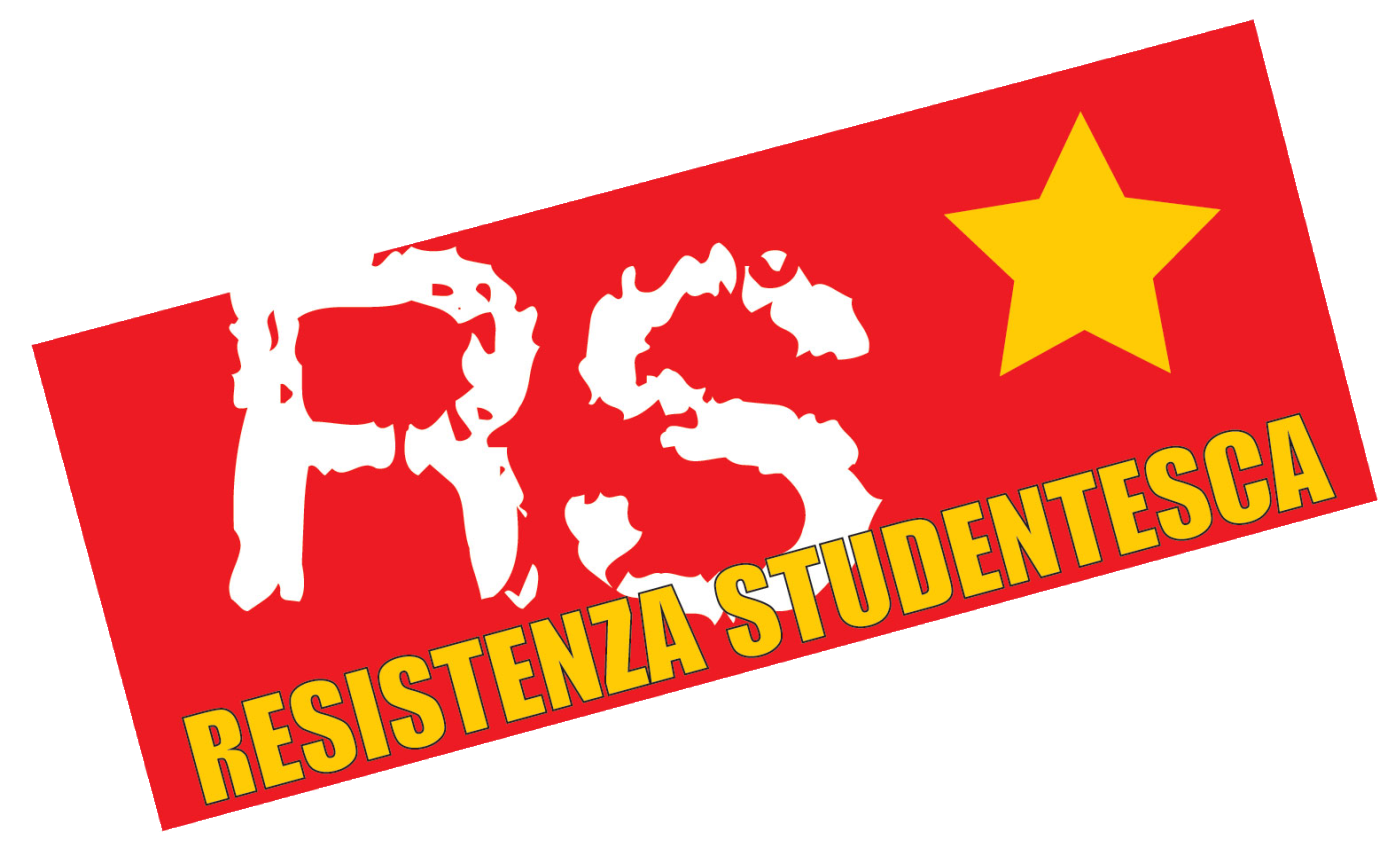
Resistenza Studentesca

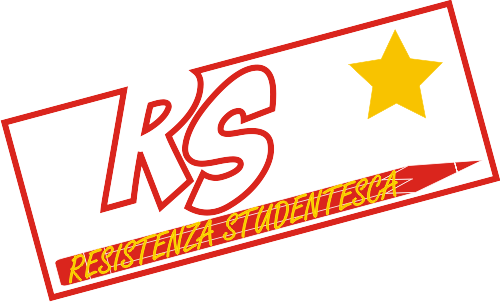
Resistenza Studentesca Acireale

Nelle attività relative ai temi della scuola, così come nelle elezioni relative alle rappresentanze studentesche, l'organizzazione si è in passato presentata anche sotto il nome di Resistenza studentesca e Resistenza Universitaria.
Negli ultimi anni ha partecipato al Movimento dell'Onda ed alle mobilitazioni studentesche, con una posizione di internità alle lotte, ai movimenti, ai collettivi comunisti ed ai sindacati studenteschi in esse impegnati.

## Conferenze e Assemblee Organizzative Nazionali
- I Conferenza - Fiuggi (FR), 11-12 dicembre 2004
- II Conferenza - Fiuggi (FR), 1-2-3 giugno 2007 - Resistenza Attiva
- III Conferenza - Foligno (PG), 16-17-18 ottobre 2009 - Costruire il conflitto per una generazione ribelle
- Assemblea Organizzativa Nazionale - Napoli, 14-15 gennaio 2012 - Partigiani della Costituzione

## Coordinatori Nazionali
- Alessandro Pignatiello (31 luglio 1999 - 24 aprile 2004), come responsabile nazionale
- Francesco Francescaglia (24 aprile 2004 - 3 giugno 2007), fino al 12 dicembre 2004 come responsabile nazionale
- Riccardo Messina (3 giugno 2007 - 18 ottobre 2009)
- Flavio Arzarello (18 ottobre 2009 - 17 luglio 2013)